# Academy Glacier (glaciär i Antarktis)
Academy Glacier är en glaciär i Antarktis. Den ligger i Västantarktis. Argentina, Chile och Storbritannien gör anspråk på området. Academy Glacier ligger 667 meter över havet.
Terrängen runt Academy Glacier är lätt kuperad. Trakten är obefolkad, utan samhällen i närheten.